# Senato del Rhode Island
Il Senato del Rhode Island è la camera alta dell’Assemblea generale del Rhode Island. Essa si riunisce, insieme alla Camera dei Rappresentanti, nel Campidoglio dello Stato del Rhode Island. 
È composto da 38 membri, ognuno dei quali eletti per un mandato biennale. I rappresentanti non sono soggetti a un numero di mandati.